# Trichoniscoides sarsi
Trichoniscoides sarsi là một loài chân đều trong họ Trichoniscidae. Loài này được Patience miêu tả khoa học năm 1908.